# Kriegerdenkmal im Hofgarten (München)

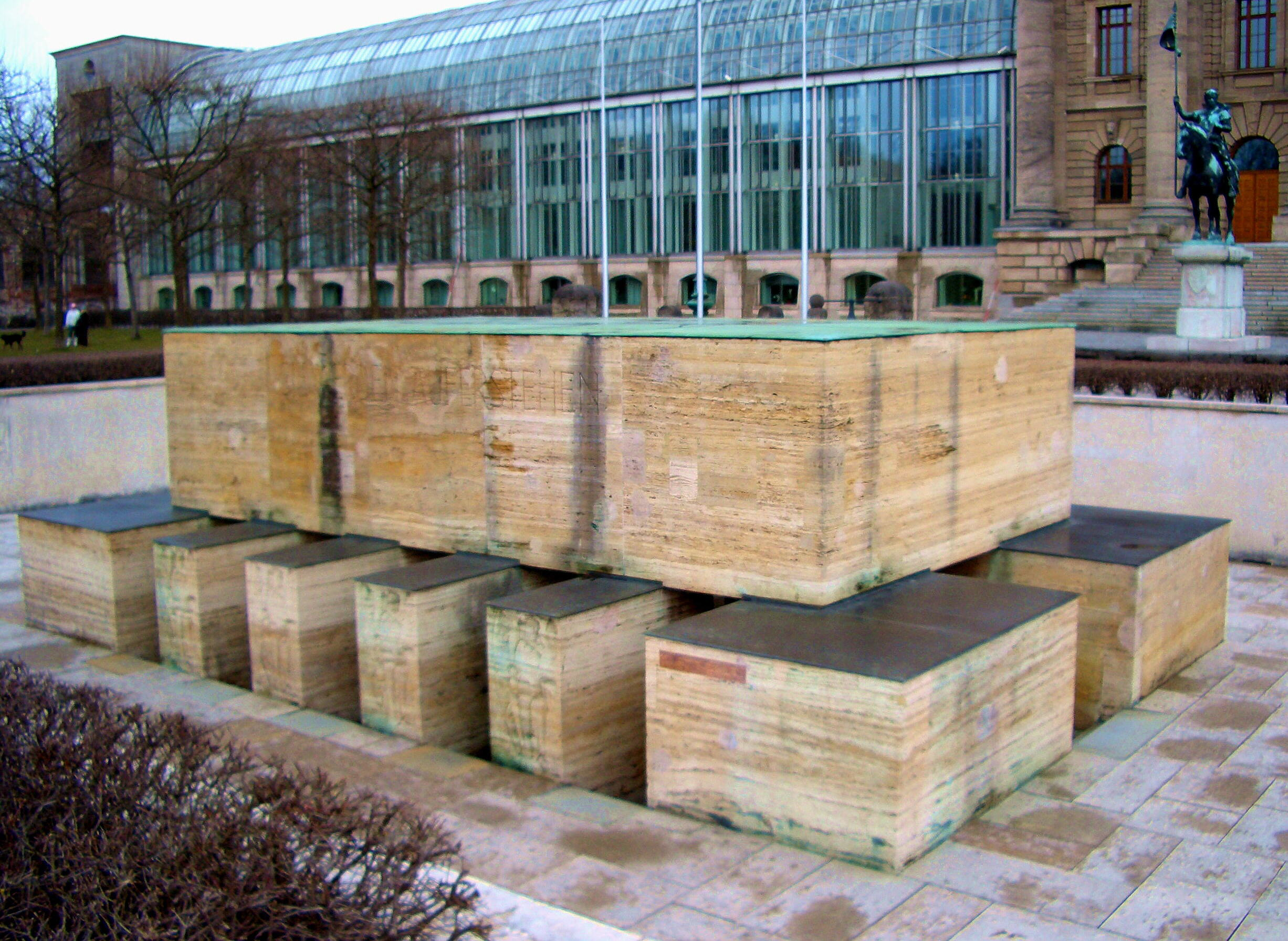
Kriegerdenkmal im Hofgarten

Das Kriegerdenkmal im Hofgarten in München wurde zum Gedenken der im Ersten Weltkrieg gefallenen Münchner errichtet. Es steht am östlichen, tiefer gelegenen Ende des Hofgartens, vor dem Gebäude der Bayerischen Staatskanzlei.

## Bauwerk und Skulptur
In einer rechteckigen, 2,25 Meter tiefen, mit Muschelkalk verkleideten Grube steht eine aus Travertinblöcken gebildete, ebenfalls rechteckige begehbare Gruft, in der die Figur des toten Soldaten liegt.

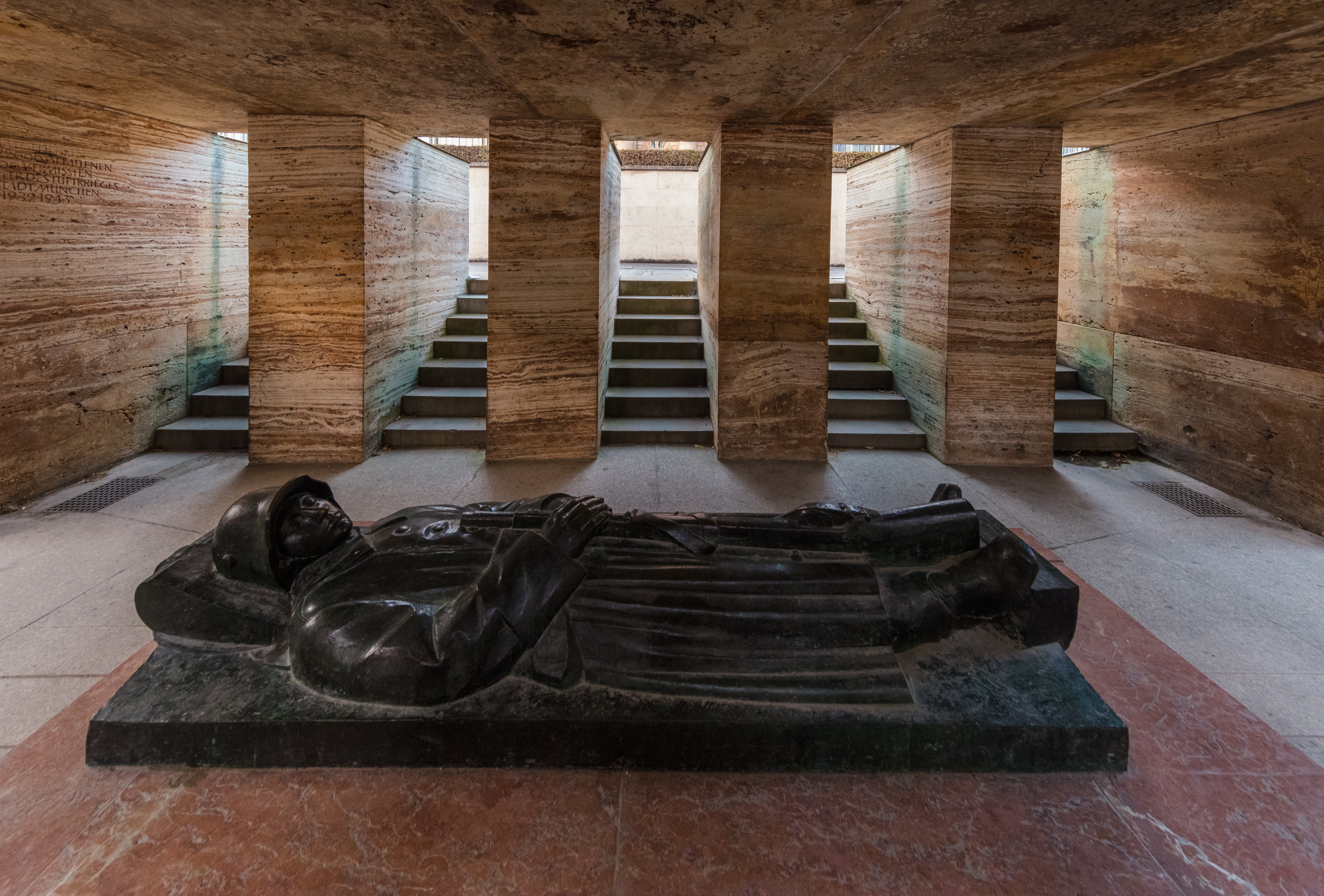
Plastik des toten Soldaten, im Innenbereich

In die 28 auf 17 Meter messende Grube führen vier enge abgewinkelte Treppen an den Längsseiten. An den Wänden dieses Vorraumes zur Gruft finden sich zwei Reliefs, die marschierende Soldaten und ein Gräberfeld zeigen. Zwölf Steinblöcke tragen die 2 Meter dicke und 250 Tonnen schwere Deckenplatte der Gruft. An ihren Schmalseiten führen sieben Stufen hinab zur überlebensgroßen Figur des toten Soldaten; der Innenraum misst 7,30 auf 3,50 Meter.
Der Entwurf des Denkmals entstammt einer Zusammenarbeit des Bildhauers Karl Knappe mit den Architekten Thomas Wechs und Eberhard Finsterwalder. Bernhard Bleeker schuf den toten Soldaten und den Sockel dazu aus rotem Marmor; 1972 wurde die Originalskulptur durch einen Bronzeabguss, ausgeführt von Hans Wimmer, ausgetauscht; sie befindet sich heute im Bayerischen Armeemuseum in Ingolstadt.
Die Anlage wurde 1924 in Anwesenheit Kronprinz Rupprechts von Bayern, dem Sohn des letzten bayerischen Königs, eingeweiht, jedoch erst 1928 in allen Details vollendet. Sie steht unter Denkmalschutz.

## Inschriften

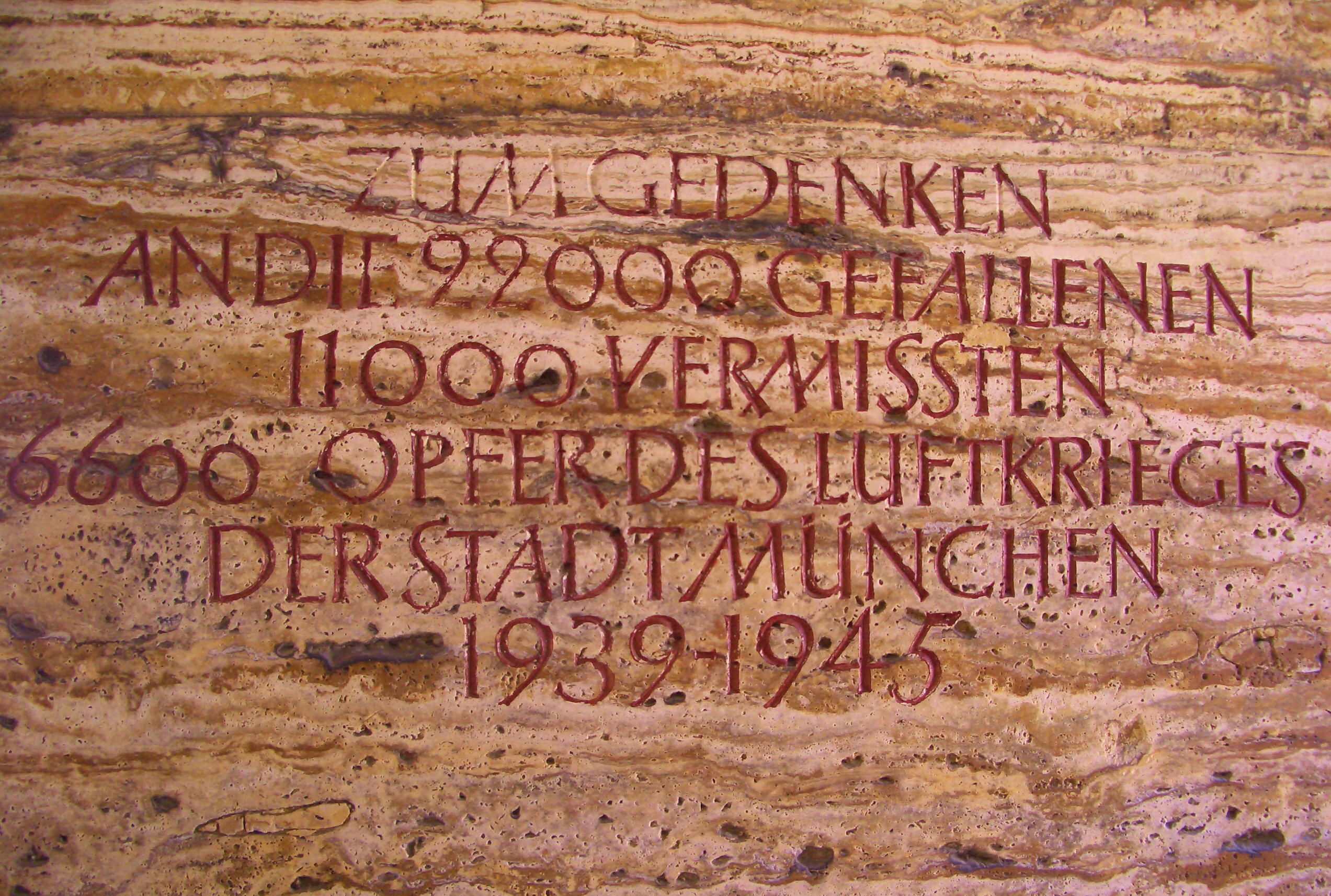
Inschrift in der Gruft

An der westlichen Seite der Deckenplatte ist der Satz „Sie werden auferstehen“ eingemeißelt; an der östlichen Seite steht „Unseren Gefallenen“. Im Innenraum liest man die Inschrift „Erbaut / vom Obmannsbezirk / München-Stadt / des Bayr. Kriegerbundes / den / 13.000 / gefallenen Heldensöhnen / der Stadt München / 1914–1918“, auf dem Sockel der Soldatenfigur „Bayerns Heer / seinen Toten“. Ursprünglich trugen die Seitenwände des Vorraums die Namen der Münchner Gefallenen. Nach Beschädigungen im Zweiten Weltkrieg wurde das Denkmal in vereinfachter Form, ohne die Namen, wieder hergerichtet. Die vormals verzeichneten Namen sind nicht mehr nachzuvollziehen, weil die Beschriftungsvorlage (Namensliste) aus den 1920er Jahren ebenfalls abhandengekommen ist. Im Innenraum brachte man nach dem Zweiten Weltkrieg die zusätzliche Widmung an, „Zum Gedenken / an die 22.000 Gefallenen / 11.000 Vermissten / 6.600 Opfer des Luftkrieges / der Stadt München / 1939–1945“.

## Rezeption

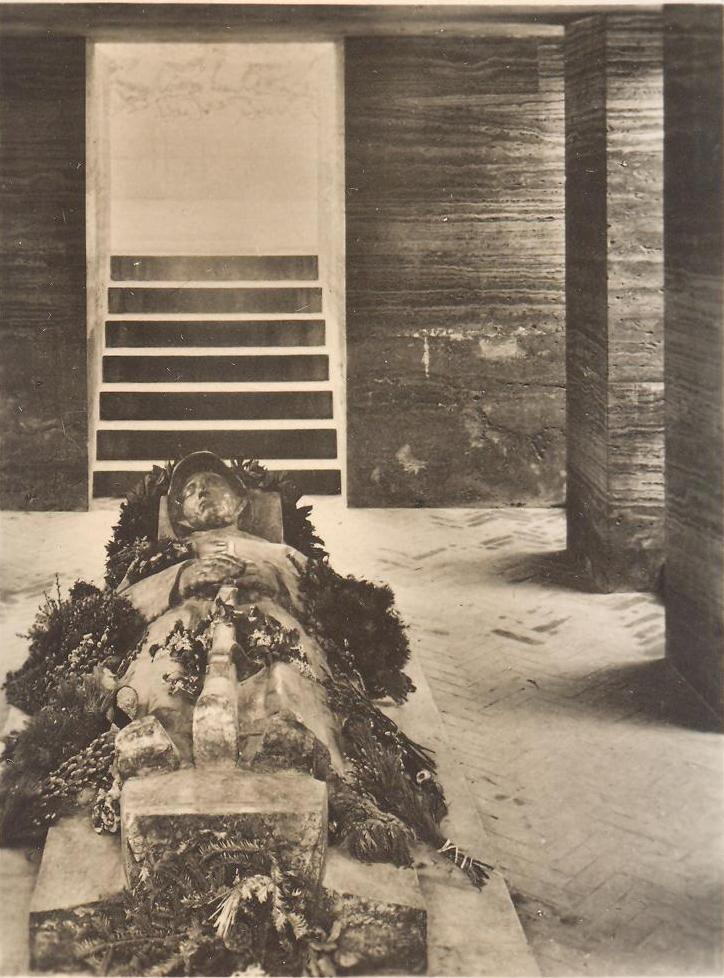
Bernhard Bleekers Originalfigur, jetzt im Bayerischen Armeemuseum

Das Kriegerdenkmal im Hofgarten, besonders Bernhard Bleekers eindrucksvolle Figur des liegenden toten Kriegers, ging ins bayerische Volksbewusstsein ein. Die Skulptur wurde mehrfach für ländliche Kriegerdenkmäler der 1920er und 1930er Jahre, aber auch in der Kunstdarstellung, nachempfunden und variiert, teilweise in Verbindung mit der zugehörigen Münchner Denkmalinschrift „Sie werden auferstehen“. Zu nennen sind hier etwa die Kriegerdenkmäler in Neumarkt-Sankt Veit oder den pfälzischen Gemeinden Höhmühlbach, Winterbach und Dietrichingen. In letzterer Gemeinde richtete man die Kriegerfiguren zu Stelen eines Tores auf, welches mittig die Münchner Inschrift trägt.

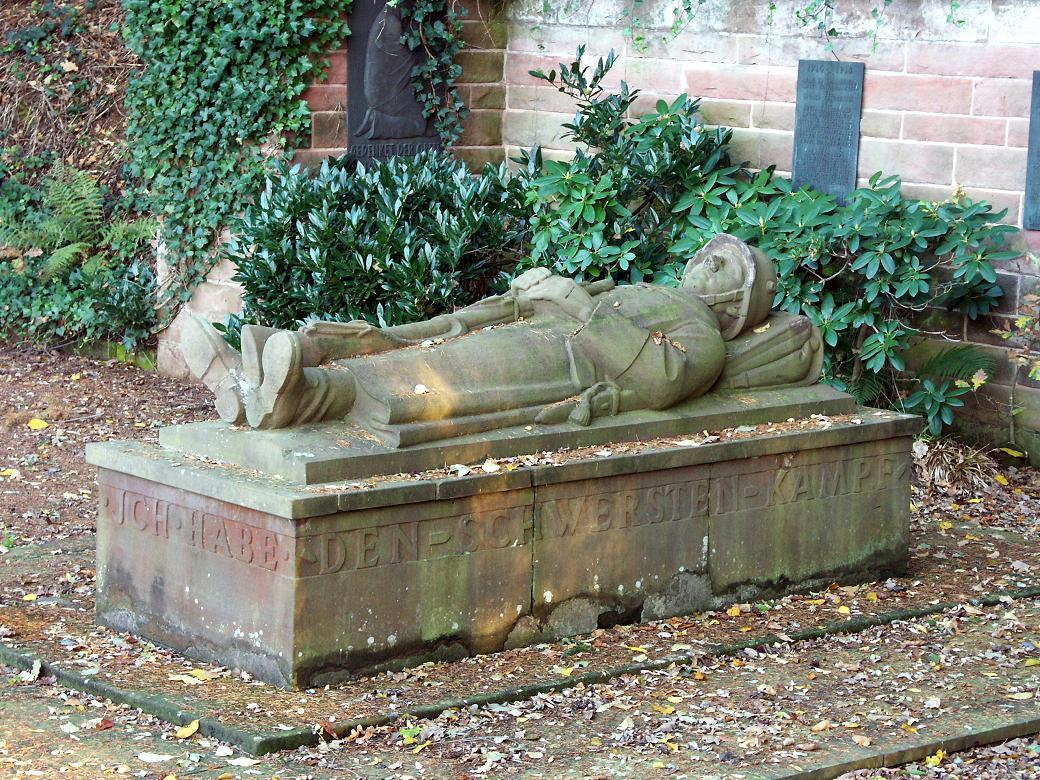
Kriegerdenkmal in Höhmühlbach
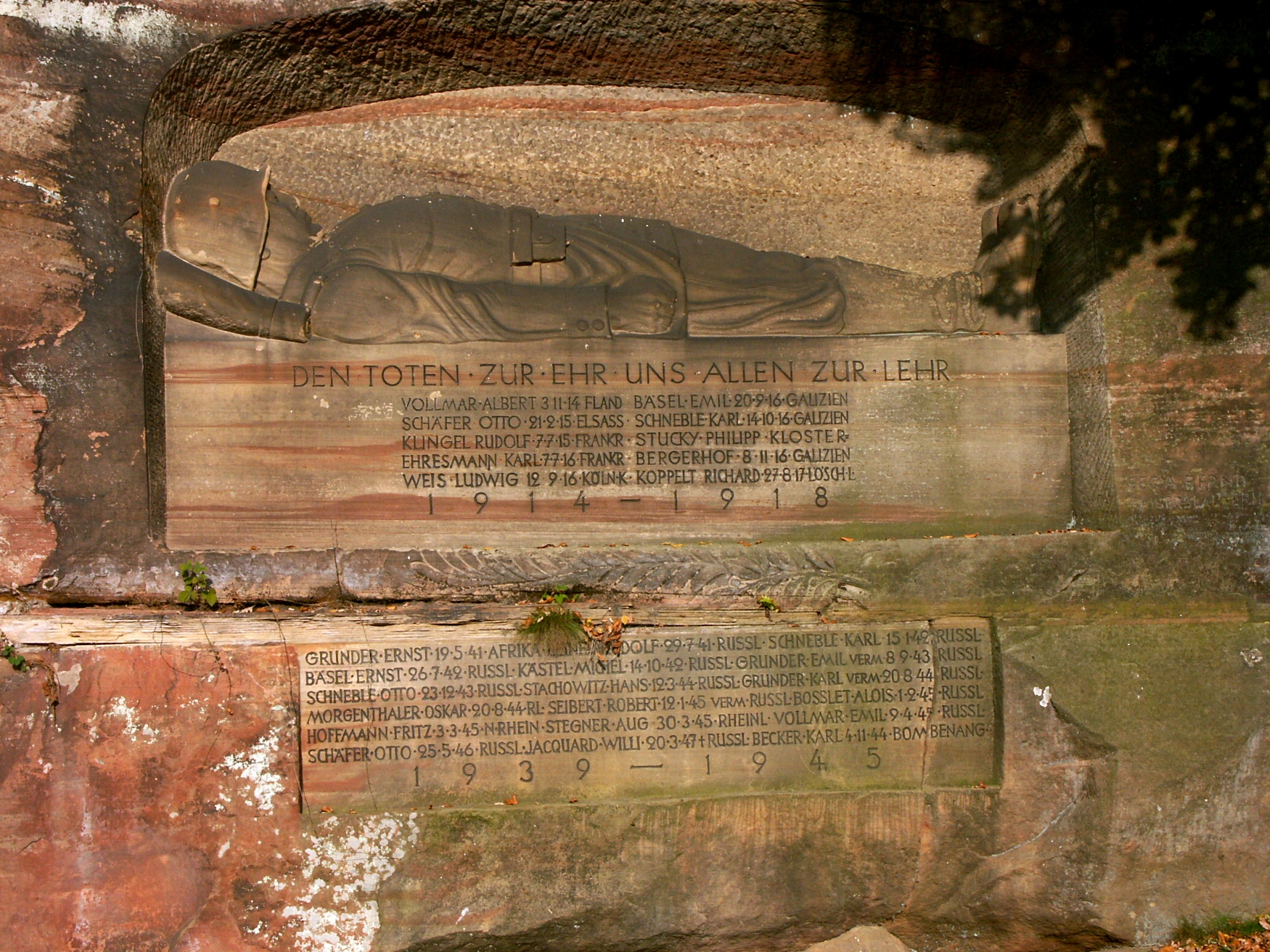
Kriegerdenkmal in Winterbach
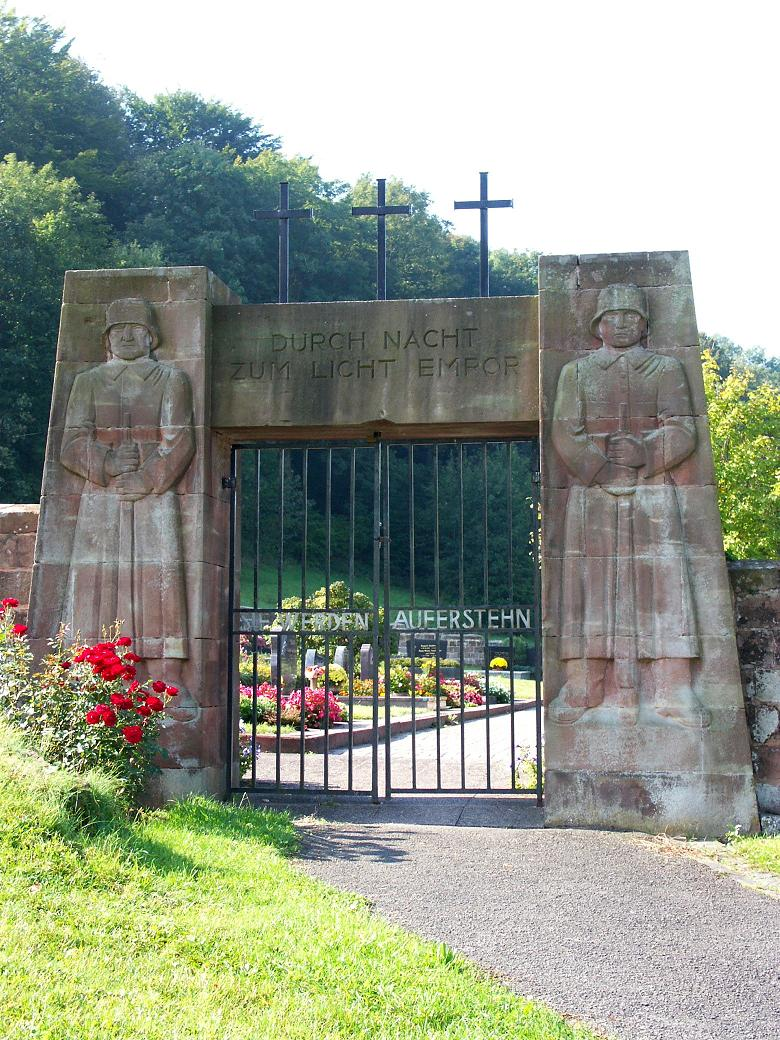
Kriegerdenkmal in Dietrichingen
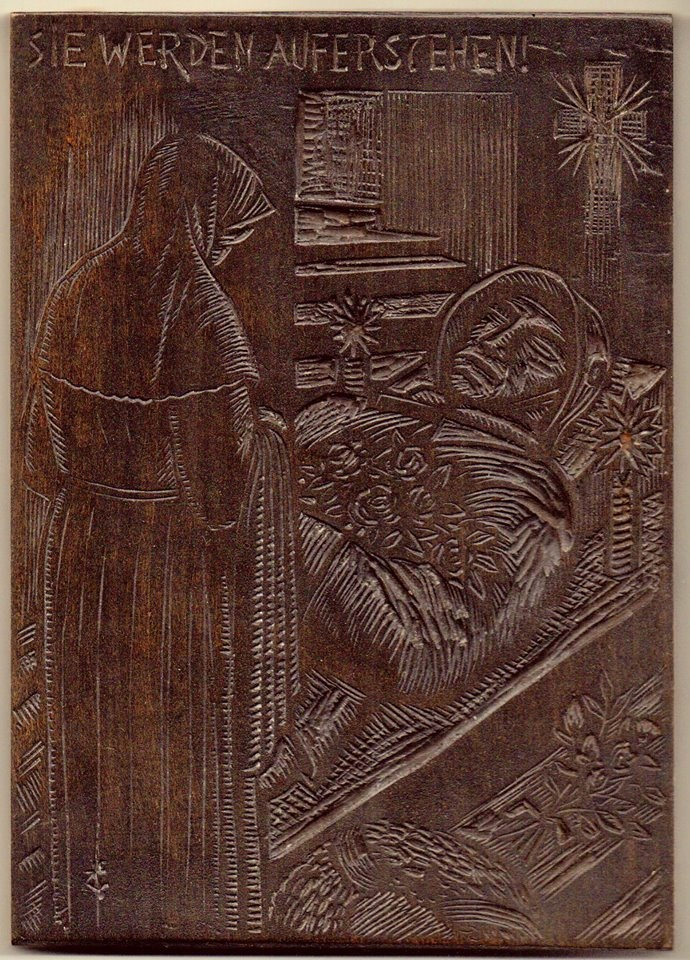
Holzschnitt um 1930